# Federazione Paralimpica Italiana Calcio Balilla
La Federazione Paralimpica Italiana Calcio Balilla (FPICB) è l'organo di governo, organizzazione e controllo del calcio balilla in Italia. Affiliata al Comitato Italiano Paralimpico, ha lo scopo di organizzare, promuovere, disciplinare e diffondere la disciplina del calcio balilla tra gli atleti con disabilità.

## Storia
L'ente viene istituito nel 2011 ed è la sola federazione strutturata presente nella nazione. Il presidente della federazione è lo sportivo Francesco Bonanno.